# Philippe Desan
 (février 2016).
Philippe Desan, né le 16 mai 1953 à Saint-Maur-des-Fossés, est un professeur et critique littéraire français. Spécialiste de l'histoire des idées à la Renaissance française et plus particulièrement de Michel de Montaigne, il est titulaire de la chaire Howard L. Willett de l’université de Chicago.

## Biographie
Sociologue de formation en France, il obtient un doctorat de l'université de Californie à Davis en 1984, avec, pour titre, « Le développement de l’idée de méthode en France au XVIe siècle ».
Il a publié plus de 250 articles se rapportant à la littérature et à l'histoire culturelle de la Renaissance française, en rapport à leur contexte philosophique, économique, politique et sociologique. À l'université de Chicago, il a occupé le poste de "Master" et de Vice-Doyen des Sciences Humaines dans la Division des Humanités (16 départements) et a dirigé le département de langues et littératures romanes. Il est l'éditeur général de la revue Montaigne Studies.
Il est distingué pour son œuvre scientifique par l'ordre des Palmes académiques (1994), l'ordre national du Mérite (2004) et l'ordre des Arts et des Lettres (2011). Il est également lauréat de plusieurs prix littéraires comme le prix Roland de Jouvenel de l'Académie française (pour son Dictionnaire de Montaigne) en 2005, le prix du Rayonnement de la langue et de la littérature françaises de l'Académie française en 2015 et le prix Pierre-Georges-Castex de littérature française de l'Académie des sciences morales et politiques pour Montaigne : une biographie politique en 2015.
En 2024, il publie un roman « Montaigne et La Boétie, une ténébreuse affaire » revisitant l'amitié entre Montaigne et La Boétie, sur le mode d'une intrigue policière.

## Distinctions
- Chevalier de l'ordre des Palmes académiques (1994)
- Chevalier de l'ordre national du Mérite (2004)
- Chevalier de l'ordre des Arts et des Lettres (2011)